# Ashby (film)
Pour les articles homonymes, voir Ashby.
Pour plus de détails, voir Fiche technique et Distribution.
Ashby est un film américain réalisé par Tony McNamara, sorti en 2015.

## Synopsis
Ed Wallis, un lycéen introverti, se lie d'amitié avec son voisin Ashby, un ancien assassin de la CIA qui n'a plus que quelques mois à vivre.

## Fiche technique
- Titre : Ashby
- Réalisation : Tony McNamara
- Scénario : Tony McNamara
- Musique : Alec Puro
- Photographie : Christopher Baffa
- Montage : Matt Friedman
- Production : Phil Hunt, Josh Kesselman, Rory Koslow, Kevin McCormick et Compton Ross
- Société de production : Head Gear Films et Langley Park Productions
- Société de distribution : The Film Arcade (États-Unis)
- Pays :  États-Unis
- Genre : Comédie dramatique
- Durée : 100 minutes
- Dates de sortie : 
  -  États-Unis : 25 septembre 2015
  -  France : 23 septembre 2016 (VOD)

## Distribution
- Mickey Rourke : Ashby Holt
- Nat Wolff : Ed Wallis
- Emma Roberts : Eloise
- Sarah Silverman : June Wallis
- Kevin Dunn : le coach Bruton
- Zachary Knighton : le père Ted
- Michael Lerner : Entwistle
- John Enos III : le coach Wally
- Steve Coulter : Peter Black
- Tom Nowicki : Kenrick
- Adam Aalderks : Valchek
- Seth Dousman : Smits
- Jason Davis : M. Mark
- Max Lesser : le médecin
- Jodonna Gaines : l'infirmière
- Audrey Reid Couch : McCall
- Paul Rolfes : Jerry
- Steven Roten : Eric
- Hilda Freeman : la principale

## Accueil
Le film a reçu un accueil mitigé de la critique. Il obtient un score moyen de 46 % sur Metacritic.